# Polizeiinspektion Magdeburg
Die Polizeiinspektion Magdeburg ist eine der fünf Polizeiinspektionen der Polizei Sachsen-Anhalt. Ihr Sitz ist in Magdeburg, Sternstraße 12.

## Geschichte
Die Polizeiinspektion Magdeburg wurde mit der „Polizeistrukturreform 2020“ geschaffen und übernahm einen Teil des Personals von der Polizeidirektion Sachsen-Anhalt Nord.

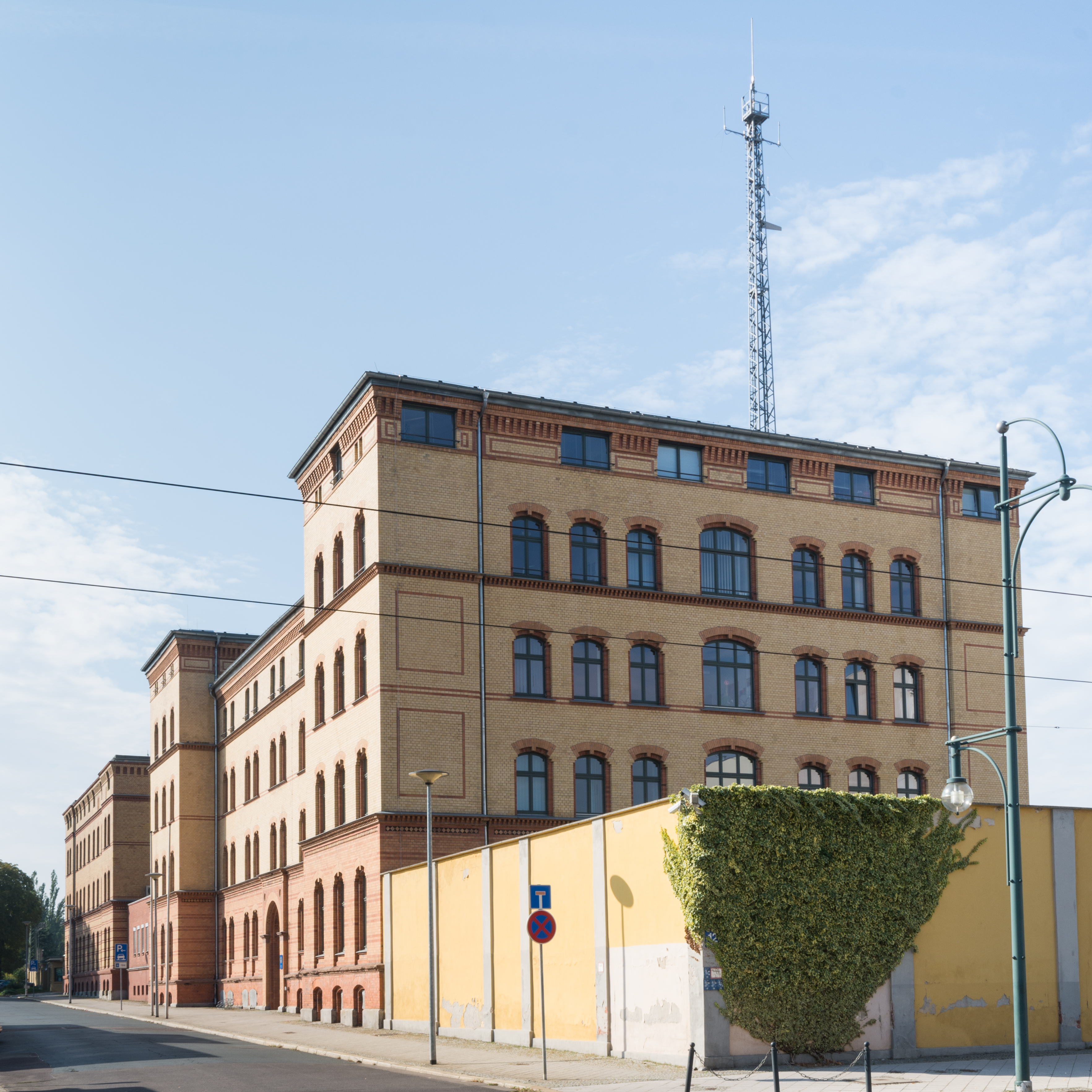
Polizeiinspektion Magdeburg, Sternstraße 12 (Provisorium)

## Reviere
Der Polizeiinspektion Magdeburg sind die Polizeireviere des:
- Landkreises Börde
- Landkreises Harz
- Salzlandkreises

der
- kreisfreien Stadt Magdeburg

sowie ein für die Bundesautobahnen zuständiges Polizeirevier
untergeordnet.

## Behördenleiter
Seit 2019 ist Tom-Oliver Langhans, als Direktor der Polizeiinspektion Magdeburg tätig.